# 人民解放运动 (南斯拉夫)

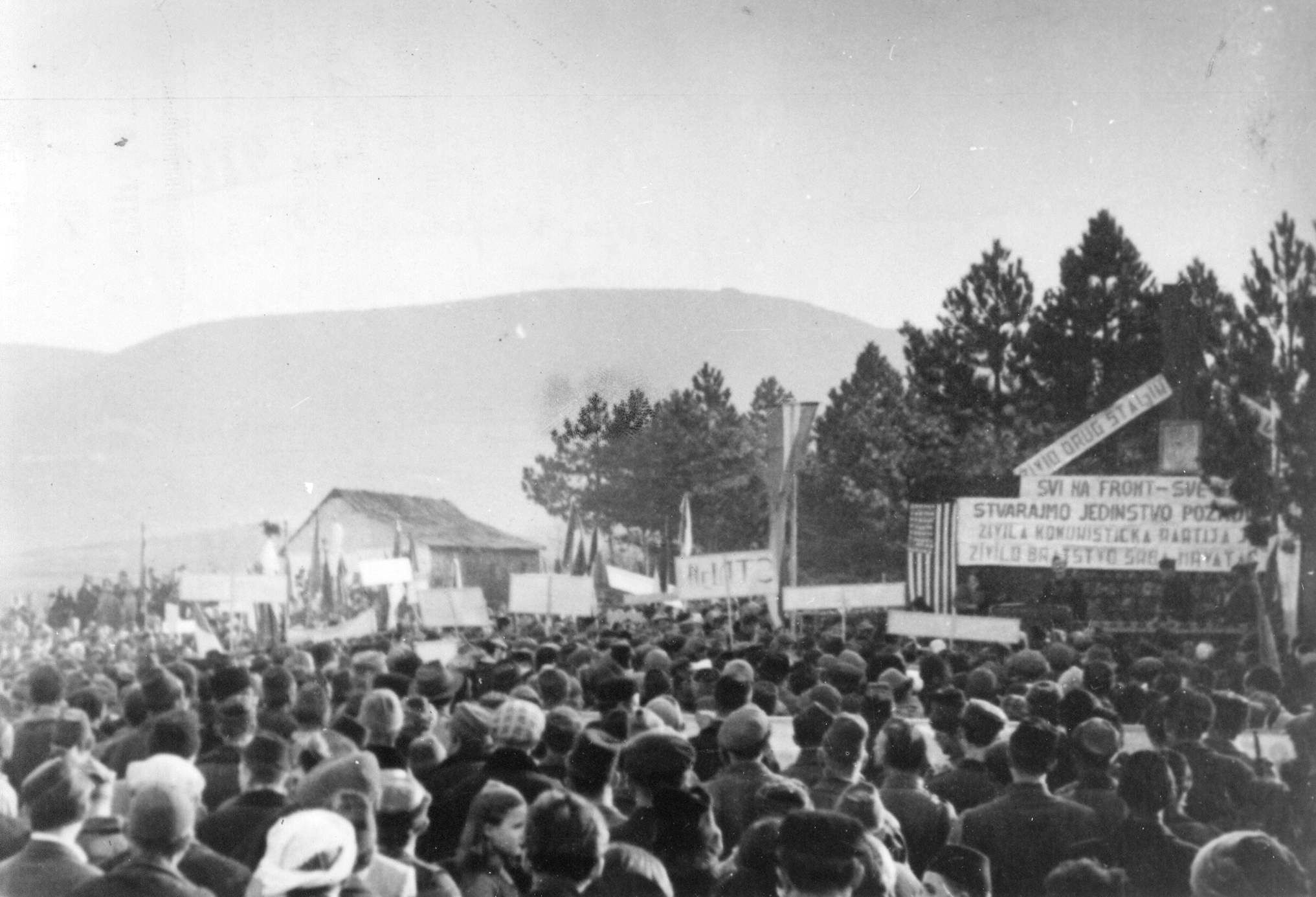
1942年，为庆祝比哈奇行动而举行的大规模人民集会，约瑟普·布罗兹·铁托在会上发表讲话。

人民解放运动（缩写为NOP）是指第二次世界大战期间由南斯拉夫共产党领导的南斯拉夫抵抗运动。
该抵抗运动的武装力量是人民解放游击队，于1941年夏季组建，并于1942年发展为南斯拉夫人民解放军和游击队。在城市中，抵抗运动由所谓“非法分子”代表。
在解放区内，人民解放运动建立政权机构——人民解放委员会，这是最早的“人民政权”机构。其职责是从后方支援武装斗争。除人民解放委员会以外，抵抗运动中还建立其他反法西斯组织，例如妇女反法西斯阵线、南斯拉夫统一反法西斯青年联盟和南斯拉夫先锋队联盟。
与南斯拉夫境内其他抗战力量不同，人民解放运动在二战期间成功广泛团结塞尔维亚人、克罗地亚人、斯洛文尼亚人、穆斯林人、黑山人和马其顿人等主要民族，以及匈牙利人、阿尔巴尼亚人、意大利人、斯洛伐克人、德意志人等少数民族。
人民解放运动的目标之一，是建立一个新国家——“新南斯拉夫”，这个国家将以民族团结和社会统一为基础。通过这一目标的实现，也贯彻南斯拉夫共产党关于社会主义革命的部分纲领。这些计划尤其在解放区的“游击共和国”（如乌日策共和国、德瓦尔共和国、比哈奇共和国等）得以实践，人民可以亲身感受到人民解放委员会的效能和社会正义原则的落实。
人民解放运动在整个南斯拉夫范围内发展壮大。其主要敌人包括外国占领者（德国、意大利、保加利亚和匈牙利）以及“本国叛徒”，即协助占领军的势力：克罗地亚独立国政权（乌斯塔沙和克罗地亚家园卫队）、米兰·内迪奇的塞爾維亞救國政府政权（塞尔维亚国家卫队）、德拉查·米哈伊洛維奇领导的切特尼克、科斯塔·佩恰纳茨领导的切特尼克、国民阵线、斯洛文尼亚的白卫军、塞库拉·德尔列维奇的黑山总督辖区政权、迪米特里耶·约蒂奇领导的南斯拉夫民族运动等。该运动坚决反对民族仇恨、大规模迫害和屠杀行为，因此赢得广大民众的支持。
1943年，人民解放运动获得同盟国的正式承认，后者也随即撤回对切特尼克的支持。随后，人民解放运动与南斯拉夫流亡政府达成协议，于1945年3月7日共同建立“民主联邦南斯拉夫”。